# Ipomoea hastigera
Ipomoea hastigera es una especie fanerógama de la familia Convolvulaceae.

## Clasificación y descripción de la especie
Enredadera voluble, lignescente, rastrera, a veces estolonífera, perenne; tallos ramificados, rollizos o acostillados, glabros; hoja 3-5-lobada, de 4.5 a 10 cm de largo, de 3.5 a 6 cm de ancho; inflorescencia con 5 a 15 flores; sépalos subiguales, elípticos, de 2 a 4 mm de largo, coriáceos, obtusos, de 2 a 5 mm de largo, sin pelos; corola de 2.3 a 3.5 cm de largo, roja a anaranjado-rojiza, tubo curvado; el fruto es una cápsula subglobosa, de 4 a 5 mm de diámetro, con 4 semillas, subglobosas, de alrededor de 3 mm de diámetro, puberulentas.

## Distribución de la especie
Esta especie es endémica del sur y este de México, en la Sierra Madre del Sur, en los estados de Michoacán, Veracruz, Guerrero y Oaxaca.

## Ambiente terrestre
Se desarrolla en bosques de encino y pino, en un rango altitudinal que va de los 1650 a los 1950 m s.n.m. Florece de agosto a diciembre.

## Estado de conservación
No se encuentra bajo ningún estatus de protección.